# RMS Homeric (1913)
RMS Homeric − brytyjski statek pasażerski, budowany w stoczni Schichaua w Gdańsku jako "Columbus" dla niemieckiego armatora Norddeutscher Lloyd, po zakończeniu I wojny światowej w stanie nieukończonym przyznany Wielkiej Brytanii jako część reparacji i przejęty pod nową nazwą przez White Star Line. Do 1932 roku pływał na liniach transatlantyckich, następnie był wykorzystywany jako statek wycieczkowy. Wycofany w 1935 roku, został zezłomowany w roku następnym.

## Historia
W 1912 roku rozpoczęto w stoczni Ferdinanda Schichaua w Gdańsku budowę dwóch bliźniaczych statków pasażerskich: "Columbus" i "Hindenburg", przeznaczonych do obsługi linii nowojorskiej, na zamówienie przedsiębiorstwa żeglugowego Norddeutscher Lloyd z Bremy. W chwili rozpoczęcia budowy miały to być największe transatlantyki niemieckiego armatora. "Columbus" zwodowano 17 grudnia 1913 roku, ale prace wykończeniowe zostały wstrzymane po wybuchu I wojny światowej, przy stanie zaawansowania ocenianym na 80%.
Na mocy postanowień traktatu wersalskiego, w 1919 roku statek został przyznany Wielkiej Brytanii. Rok później nabyła go White Star Line z Liverpoolu, decydując o zmianie nazwy na "Homeric". Po zakończeniu prac stoczniowych w Gdańsku parowiec przepłynął do Southampton, gdzie został ostatecznie wyposażony i wcielony w skład floty brytyjskiego przewoźnika. 15 lutego 1922 roku transatlantyk wypłynął w dziewiczy rejs do Nowego Jorku. Obsługiwał tę linię do czasu wprowadzenia na nią przez swojego armatora w 1932 roku nowoczesnych motorowców pasażerskich, po czym został przesunięty na trasy wycieczkowe. Po dokonanej w 1934 roku fuzji White Star Line z Cunard Line, nowy armator uznał statek za przestarzały i we wrześniu 1935 roku wycofał z eksploatacji. W lutym 1936 roku sprzedano go na złom firmie T. W. Ward.

## Opis konstrukcji
RMS "Homeric" był dużym, dwukominowym parowcem pasażerskim, o kadłubie długości 232,59 m, szerokości 24,64 m i średnim zanurzeniu 10,97 m. Pojemność rejestrowa wynosiła 34 351 BRT. Statek był napędzany dwiema czterocylindrowymi maszynami parowymi potrójnego rozprężania, zasilanymi w parę przez 12 kotłów i napędzającymi dwie śruby. Na przełomie 1923 i 1924 roku kotły przystosowano do opalania paliwem płynnym, co pozwoliło na wzrost prędkości maksymalnej z 18 do 19,5 węzła.
Załoga transatlantyku liczyła 730 osób, zaś maksymalna liczba przewożonych pasażerów wynosiła 2766 osób, w tym 529 w I, 487 w II i 1750 w III klasie.